# René Caillié
René Caillié (Mauzé, 1799 – La Gripperie-Saint-Symphorien, 1838) è stato un esploratore francese.
Nel 1815 e nel 1824 si recò in Senegal, ma solo nel 1828 divenne celebre per aver raggiunto, poco dopo Alexander Gordon Laing, Timbuctù. Per i suoi meriti ricevette la Legion d'onore.
Nel 1830 uscì, a pubbliche spese, il suo Journal d'un voyage à Temboctou et à Jenné dans l'Afrique Centrale in tre volumi.